# 2022년 8월 죽음
다음은 2022년 8월에 사망한 저명한 인물 목록이다.
- 8월 1일
  - 대한민국의 교육학자 권이종
  - 대한민국의 정치인 윤명노
  - 일본의 성우 오오타케 히로시
- 8월 2일
  - 대한민국의 정치인 주돈식
  - 미국의 스포츠캐스터 빈 스컬리
- 8월 3일
  - 대한민국의 경제관료 이기호
  - 대한민국의 시인 정선기
- 8월 4일 - 대한민국의 기업인 어준선
- 8월 5일
  - 미국의 영화배우 크루 굴레이저
  - 필리핀의 영화배우 셰리 힐
- 8월 7일
  - 대한민국의 정치인 이택석
  - 미국의 영화배우 로저 E. 모슬리
- 8월 8일
  - 대한민국의 배우 김성원
  - 대한민국의 내무부장관 이상희
  - 오스트레일리아의 가수, 영화배우 올리비아 뉴턴존
- 8월 9일 - 영국의 작가 레이먼드 브릭스
- 8월 10일
  - 대한민국의 정치인 김상조
  - 대한민국의 물리학자 문국진
  - 미국의 지리학자 이 푸 투안
- 8월 11일
  - 멕시코의 영화배우 마누엘 오제다
  - 프랑스의 삽화가 장자크 상페
- 8월 12일
  - 독일의 영화감독 볼프강 페테르젠
  - 미국의 영화배우 앤 헤이치
- 8월 18일
  - 대한민국의 텔레비전배우 이병철
  - 미국의 영화배우 버지니아 패튼
  - 태국의 영화배우 솜밧 메타니
  - 미국의 육상선수 존 파월
- 8월 20일 - 러시아의 저널리스트 다리야 두기나
- 8월 21일 - 대한민국의 문학평론가 홍정선
- 8월 22일 - 대한민국의 정치인 허대만
- 8월 23일
  - 브라질의 원주민 구덩이의 남자 (시신이 발견된 날짜)
  - 대한민국의 군인 김종환
- 8월 24일 - 일본의 기업인 이나모리 가즈오
- 8월 29일
  - 남아프리카공화국의 영화배우 샬비 딘
  - 대한민국의 텔레비전배우 유주은
- 8월 30일 - 소련의 정치인 미하일 고르바초프
- 8월 31일
  - 대한민국의 정치인 고민수
  - 대한민국의 소설가 방영웅